# 93
93 ou 93 d.C. foi um ano comum da Era de Cristo, no século I que teve início e fim numa terça-feira, de acordo com o Calendário Juliano. a sua letra dominical foi F. Segundo o horóscopo chinês, foi o ano da Serpente.
| Ano completo                       |
| ---------------------------------- |
| Ano comum com início à terça-feira |

## Eventos

### Por lugar

#### Império Romano
- Plínio, o Jovem é nomeado pretor.
- O historiador judeu Flávio Josefo conclui suas Antiguidades Judaicas (ou em 94).
- O imperador Domiciano persegue os cristãos.

#### Ásia
- Os Xianbei incorporam 100 000 Xiongnu nas estepes da Mongólia.

## Mortes
- 23 de agosto - Cneu Júlio Agrícola, governador romano da Britânia.

| Calendário gregoriano                                                        | 93 XCIII                      |
| Ab urbe condita                                                              | 846                           |
| Calendário arménio                                                           | -459 – -458                   |
| Calendário bahá'í                                                            | -1751 – -1750                 |
| Calendário budista                                                           | 637                           |
| Calendário chinês                                                            | 2789 – 2790                   |
| Calendário copta                                                             | -191 – -190                   |
| Calendário etíope                                                            | 85 – 86                       |
| Calendários hindus - Vikram Samvat - Calendário nacional indiano - Cáli Iuga | 148 – 149 14 – 15 3193 – 3194 |
| Calendário Holoceno                                                          | 10093                         |
| Calendário islâmico                                                          | 546 BH – 545 BH               |
| Calendário judaico                                                           | 3853 – 3854                   |
| Calendário persa                                                             | 529 BP – 528 BP               |
| Calendário rúnico                                                            | 343                           |
| Calendário solar tailandês                                                   | 636                           |